# Dasyhelea alonensis
Dasyhelea alonensis är en tvåvingeart som först beskrevs av Gabriel Strobl 1906.  Dasyhelea alonensis ingår i släktet Dasyhelea och familjen svidknott.
Artens utbredningsområde är Spanien. Inga underarter finns listade i Catalogue of Life.